# Iso-Vihtari
Iso-Vihtari eller Suuri Vihtarijärvi är en sjö i Finland. Den ligger i kommunen Heinävesi i landskapet Södra Savolax, i den sydöstra delen av landet, 300 km nordost om huvudstaden Helsingfors. Iso-Vihtari ligger 87,4 meter över havet. Arean är 6,62 kvadratkilometer och strandlinjen är 52,69 kilometer lång. Sjön  ingår i Vuoksens huvudavrinningsområde.   I omgivningarna runt Iso-Vihtari växer i huvudsak blandskog.
I övrigt finns följande i Iso-Vihtari:
- Pukkisaari (en halvö
- Lehtosaari (en ö)